# یاویشوویتسه
یاویشوویتسه (به لاتین: Jawiszowice) یک روستا در لهستان است که در گمینا بژشچه واقع شده‌است. یاویشوویتسه ۶٬۷۰۰ نفر جمعیت دارد.